# Amycus annulatus
Amycus annulatus là một loài nhện trong họ Salticidae.
Loài này thuộc chi Amycus. Amycus annulatus được Eugène Simon miêu tả năm 1900.